# Кристиан Вилхелм фон Саксония-Гота-Алтенбург
Кристиан Вилхелм фон Саксония-Гота-Алтенбург (на немски: Christian Wilhelm von Sachsen-Gotha-Altenburg; * 28 май 1706, Гота; † 19 юли 1748, Рода) от рода на Ернестински Ветини, е принц на Саксония-Гота-Алтенбург.

## Живот
Той е шестият син на херцог Фридрих II фон Саксония-Гота-Алтенбург (1676 – 1732) и съпругата му Магдалена Августа фон Анхалт-Цербст (1679 – 1740), дъщеря на княз Карл Вилхелм фон Анхалт-Цербст.
Кристиан Вилхелм се жени на 27 май 1743 г. в Шлайц за графиня Луиза Ройс-Шлайц (* 3 юли 1726, Щафелщайн; † 28 май 1773, Рода), дъщеря на граф Хайнрих I Ройс-Шлайц (1695 – 1744) и съпругата му графиня Юлиана Доротея Луиза фон Льовенщайн-Вертхайм-Вирнебург (1694 – 1734). Те нямат деца деца.
Той умира на 19 юли 1748 г. на 42 години в Рода и е погребан там. Вдовицата му Луиза Ройс-Шлайц се омъжва на 6 януари 1752 г. за брат му Йохан Август (1704 – 1767).